# 苏特兰 (挪威)
苏特兰（挪威語：Sortland）是挪威诺尔兰郡的一个市镇，行政中心为苏特兰镇。市镇面积为721.95平方公里，2023年人口数量为10,561人。